# 옥천공설운동장
옥천공설운동장(沃川公設運動場, Okcheon Public Stadium)은 대한민국 충청북도 옥천군에 있는 스포츠 시설이다. 인조잔디 필드와 탄성포장재 필드가 갖춰진 경기장이며, 1990년 7월에 준공되었다.

## 참고 문헌
- 〈옥천공설운동장〉. 《두피디아》. 두산.
- 《전국 공공체육 시설 현황 (2017년말 기준)》. 대한민국 문화체육관광부. 2019.
- 《2019년 전국 공공체육시설 현황 (2018년말 기준)》. 대한민국 문화체육관광부. 2020.
- 《2023 전국 공공체육시설 현황 (2022년 12월말 기준)》. 대한민국 문화체육관광부. 2024.